# Oscar Kramer

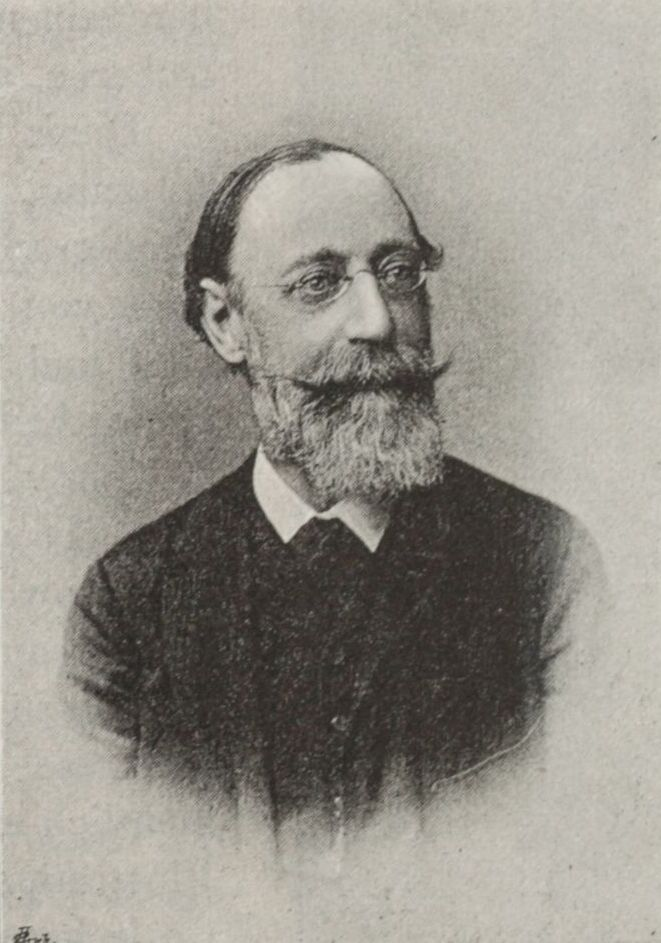
Oscar Kramer

Oscar Kramer (* 1835 in Wien; † 9. April 1892 ebenda; auch Oskar Kramer) war ein österreichischer Fotograf, Fotohändler, Fotoverleger und Kunsthändler.

## Leben
Oscar Kramer lebte einige Zeit in Berlin, besuchte dort das französische Gymnasium und studierte Chemie und Philosophie. Sein Studium brach er jedoch ab. Mitte der 1850er Jahre kehrte er nach Wien zurück, wo er als Kaufmann tätig war. 1856 eröffnete er ein Fachgeschäft für Fotografie und fotografische Artikel in der Rotenturmstraße in Wien. Mitte der 1860er Jahre übersiedelte er an den Graben, danach an den Kohlmarkt. Zu diesem Zeitpunkt trug er die Berufsbezeichnung „k.k. österr. u. k. bair. Hof-Kunsthändler, Inhaber einer Lichtpausanstalt“.
Kramer wurde 1861 Mitglied der „Photographischen Gesellschaft in Wien“, gründete 1864 gemeinsam mit Ludwig Schrank die Photographische Correspondenz und wurde 1889 Mitglied des Club der Amateurfotografen.

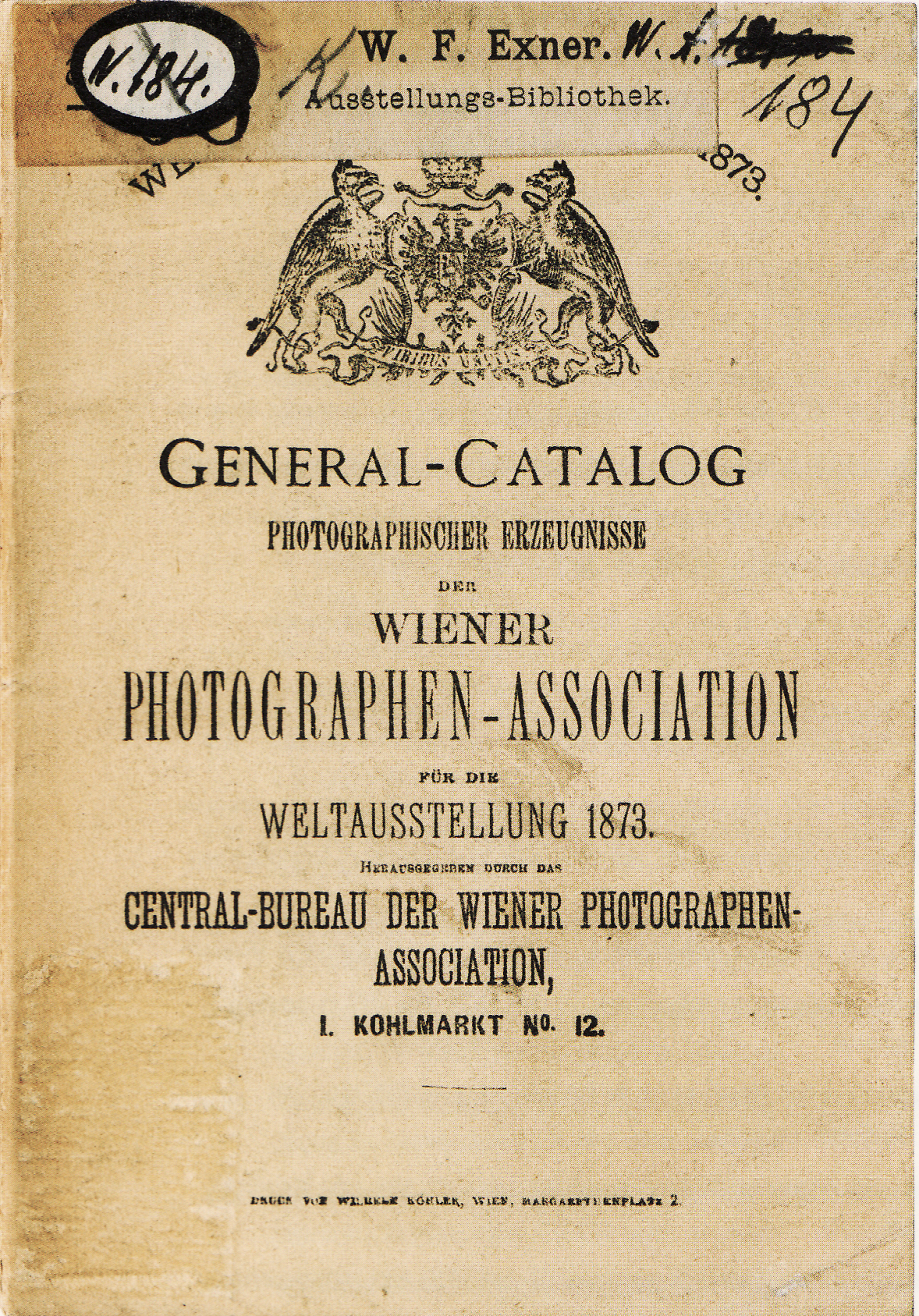
Katalog der Wiener Photographen-Association, 1873

1865 veröffentlichte er eine Schule der Photographie, 1882 feierte er sein 25-jähriges Geschäftsjubiläum. Kramer war einer der Pioniere der Fotografie, getreu seiner im Editorial der ersten Nummer der Photographischen Correspondenz gemachten Aussage: „Die nächste Zukunft der Photographie wird ihre Verbreitung unter alle Stände sein“.
In den Jahren 1886 und 1892 war er auch als „handelsgerichtlicher Schätzmeister“ tätig.
Er war Mitbegründer und kommerzieller Leiter der Wiener Photographen-Association. Diese Gesellschaft wurde anlässlich der Wiener Weltausstellung 1873 gegründet und erhielt die Konzession, die Weltausstellung im Bild festzuhalten. Es wurden etwa 2.200 Aufnahmen angefertigt und im Katalog „General-Catalog der Wiener Photographen-Association“ publiziert. Die Gesellschaft wurde bereits 1874 wieder aufgelöst, da sich die finanziellen Erwartungen nicht erfüllten. Bis heute wird der Name Oscar Kramer mit dieser Fotosammlung in Verbindung gebracht, die heute großteils im Archiv des Technischen Museums gelagert wird.
1887 wurde er zum Kaiserlichen Rat ernannt. Er galt als führender Fotohändler und Fotoverleger, der Aufnahmen zahlreicher in- und ausländischer Fotografen vertrieb und auf Ausstellungen präsentierte.
Eine weitere Sammlung bezieht sich auf die Wiener Donauregulierung und den Brückenbau auf der Donau in den verschiedenen Baustadien.

## Auszeichnungen
- Verdienst-Medaille für Utensilien und graphischer Verlag anlässlich der Weltausstellung 1873 in Wien (Abt. Photographie).[4]
- Das Goldene Verdienstkreuz mit Krone aus Anlass der Teilnahme an der internationalen Weltausstellung in Wien und der Mitwirkung an den Erfolgen im Jahr 1873.[5]